# Rangeli
Rangeli – gaun wikas samiti we wschodniej części Nepalu w strefie Kośi w dystrykcie Morang. Według nepalskiego spisu powszechnego z 2001 roku liczył on 2764 gospodarstw domowych i 14951 mieszkańców (7144 kobiet i 7807 mężczyzn).